# Веселе (село, Мелітопольський район)
Весе́ле — село в Україні, у Мелітопольському районі Запорізької області. Входить до складу Новоуспенівської сільської громади. Населення становить 575 осіб.

## Географія
Село Веселе розташоване на відстані 2 км від села Калнишевське та за 4,5 км від селища Таврія. Поруч проходить автомобільна дорога Т 0805.
У селі є вулиці: Дружби, Зелена, Миру, Молодіжна, Паркова, Першотравнева, Центральна, Шкільна та провулок Вишневий.

## Історія
Засноване 1922 року як радгосп Веселе.
У 1945 році отримало статус хутір Веселий.
У 1962-1965 роках належало до Михайлівського району Запорізької області, відтак у складі Веселівського району.
До 2017 року орган місцевого самоврядування — Таврійська сільська рада.

## Населення
За переписом населення України 2001 року в селі мешкало 550 осіб.

### Мова
Розподіл населення за рідною мовою за даними перепису 2001 року:
| Мова            | Кількість | Відсоток |
| --------------- | --------- | -------- |
| українська      | 422       | 73.39%   |
| російська       | 137       | 23.83%   |
| вірменська      | 8         | 1.39%    |
| білоруська      | 2         | 0.35%    |
| угорська        | 2         | 0.35%    |
| інші/не вказали | 4         | 0.69%    |
| Усього          | 575       | 100%     |